# Kartlos

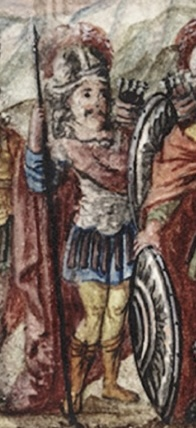
Kartlos

Kartlos (gruz. ქართლოსი) – mityczny przodek Gruzinów. 
Według kronikarza Leontiego Mroweliego był synem biblijnego Togarmy, wnukiem Gomera, prawnukiem Jafeta, i praprawnukiem Noego. Togarma miał ośmiu synów: Hajka, Kartlosa, Bardosa, Mowakosa, Lekosa, Herosa, Kaukaza i Egrosa, uważanych za protoplastów różnych ludów kaukaskich. Kartlos był jego drugim synem i sam miał pięciu synów: Mcchetesa, Gardabnisa, Kakchisa, Kukchisa i Gechianisa.